# Inverzió (nyelvészet)
A nyelvészetben az inverzió (< latin inversio) vagy anasztrofé (< görög ἀναστροφή) a szokásos (kanonikus, közönséges, normális) szórend vagy mondatrend megváltoztatása úgy, hogy két nyelvtani entitás helyet cserél egymással. Ilyen entitások lehetnek összetett grammatikai alak elemei, szószerkezet tagjai, mondatrészek vagy összetett mondat tagmondatai.
Szokásos szórend az olyan mondaté, amely elszigetelt (nem összetett mondatba vagy nagyobb kontextusba illesztett), szerkezetileg tagolt és legalább állítmányból álló minimális, tartalma és kommunikatív rendeltetése szerint kijelentő (nem kérdő, nem felszólító), és logikai minősége szerint állító (nem tagadó), valamint azé a szószerkezeté, egyszerű vagy összetett mondaté, amelyben egyetlen tag sem nyomatékosított, amely nem fejez ki érzelmet (például nem felkiáltó mondat) és amely kibocsátójának nincs semmiféle stilisztikai szándéka. Az inverzió egyike azoknak az eszközöknek, amelyekkel a beszélő egy vagy egynél több jellegzetességet változtat meg az előbbiek közül azért, hogy mondatát kontextusba illessze topikká vagy predikátummá téve egyik vagy másik részét; hogy információt kérjen; hogy utasítást adjon ki; hogy tagadjon valamit; hogy nyomatékosítsa azt, ami fontos számára; hogy érzelmeit fejezze ki; hogy stílushatást érjen el stb.
A nyomatékosítás, az érzelmek kifejezése és a stílushatás elérése retorikai alakzattá teszik az inverziót, főleg irodalmárok használatában. Ezen indokokon kívül költők gyakorolhatják az inverziót csupán azért, hogy megfeleljenek a verselés kérelmeinek.

## Grammatikai inverzió
Inverzió főleg mondattani szinten történik, de alaktani is létezik, olykor a mondattípus megváltozásával egybekötve.

### Alaktani inverzió
Egyes nyelvekben az inverzió összetett igealakokat érint. A magyar nyelvben ez a jövő idejű alak esetében fordul elő. Ha nincs hangsúlyos szó az állítmány előtt, akkor a lexikai jelentésű főnévi igenév a leghangsúlyosabb, és a szórend ez + segédige (pl. Keresni foglak), de ellenkező esetben a szórend fordított: Gyula Pécsen fog lakni.
A magyarban az igekötő is helyet cserél az ige mögé kerülve, amennyiben a mondat első szava nyomatékosított. Ez lehet az alany, amelynek ez a helye a szokásos mondatban is, vagy nyomatékosítás céljából az első helyre hozott más mondatrész, pl. Péter kimegy a strandra (szokásos mondat) → Péter megy ki a strandra (a legerősebb hangsúllyal nyomatékosított alany) → A strandra megy ki Péter (nyomatékosított helyhatározó).
A nem tagadó felszólító mondat is az igekötő és az ige helyének felcserélésével jár: Menj ki a strandra!
A tagadó mondatot is jellemzik ezek az inverziók, mivel a tagadószó egyike az állítmány elé teendő hangsúlyos szavaknak:
Dolgozni fogok → Nem fogok dolgozni;
Péter kimegy a strandra → Péter nem megy ki a strandra;
Ezek az inverziók a kiegészítendő kérdő mondatban is megvannak, az igekötő esetében csak egyszerű igealakok esetében:
Mikor fog felhívni?;
Mikor hívsz meg minket vacsorára?
A közép-délszláv diarendszer nyelveiben (bosnyák, horvát, montenegrói, szerb, röviden BHMSz) az összetett igealakok szokásos szórendje lexikai jelentésű összetevő + segédige, de amennyiben hangsúlyos szó van az állítmány előtt, például külön szóval kifejezett alany, inverzió következik be, pl. Vid(j)eli smo Mariju ’Láttuk Mariját’ → Mi smo vid(j)eli Mariju ’Mi láttuk Mariját’.
A BHMSz-ben is jellemzi ez az inverzió a tagadó mondatot: (montenegróiul) Čitao bih ’Olvasnék’ → Ne bih čitao ’Nem olvasnék’.
A kerdő mondatban is megvan ez az inverzió, eldöntendő kérdésben is. A segédige és a lexikai jelentésű elem között más mondatrész is beiktatható:
- eldöntendő kérdés: (szerbül) Da li sam dobro uradio? ’(Vajon) jól tettem?’,[19] (horvátul) Je li što kupio? ’Vásárolt-e valamit?’;[20]
- kiegészítendő kérdés: (horvátul) Kada ćeš se vratiti? ’Mikor fogsz visszajönni?’[21]

A román nyelvben is érintettek az összetett igealakok. A szokásos szórend segédige + lexikai jelentésű rész, de ennek fordítottja archaizáló hatású, pl. am cântat → cântat-am ’énekeltem’, vom porni → porni-vom ’el fogunk indulni’.

### Mondattani inverzió
Egyes nyelvekben, mint a magyar, szokásos mondatban az alany helye az állítmány előtt van, de helyük felcserélődik, amikor a mondat más típusú. Több nyelvben is ez az esete a beszélőt jelző mondatnak párbeszéd leírásában:
(magyarul) Esik az eső – mondta János;
(franciául) Je reviendrai, dit-elle, dès ce soir ’Még ma este visszajövök – mondta (a nő)’;
(románul) Aici avem o crimă, zise polițistul ’Itt gyilkossággal van dolgunk – mondta a rendőr’;
(szerbül) Jeste li žedni? – upita domaćica ’Szomjasok vagytok? – kérdezte a háziasszony’.
Egy másik mondattípus megváltozásával járó hely-felcserélés egyes nyelvekben a kérdő mondatban történik. Ekkor az alany és az állítmány cserél helyet egymással.
Az angol nyelvben a kérdő mondat általános szórendje inverziós. A kopula szerepű létige, a modális igék és a segédigék cserélnek helyet az alannyal: That is true ’Ez igaz’ → Is that true? ’Ez igaz?’, Caroline has eaten ’Caroline evett’ → Has Caroline eaten? ’Evett-e Caroline?’, Where did John say that he was going? ’Mit mondott John, hogy hova megy?’
Egyes nyelvekben csak a kérdőszóra eső legerősebb hangsúlyos kiegészítendő kérdő mondatban van meg ez az inverzió:
- (magyarul) Hol játszanak a gyerekek?;[30]
- (románul) Când începe conferința? ’Mikor kezdődik a konferencia?’;[31]
- (montenegróiul) Đe je olovka? ’Hol van a ceruza?’[32]

A francia nyelvben is megvan ez a kérdő szerkezet mint a szokásos nyelvi regiszterben használt két szerkezetváltozat egyike, amikor az alanyt hangsúlyos szó fejezi ki, pl. Quand arrivera Frédéric ? ’Mikor fog megérkezni Frédéric?’
A választékos nyelvi regiszterben az állítmány + alany inverzió mindegyik kérdéstípusban megvan, ha az alanyt hangsúlytalan névmás fejezi ki: Tu es malade ’Beteg vagy’ (kijelentő mondat) → Es-tu malade ? ’Beteg vagy?’ Ha az alany főnév vagy hangsúlyos névmás, akkor az állítmány előtt marad és a választékos regiszterben az állítmány egyszerű alakja vagy segédigéje mögé helyezett, az alanynak megfelelő hangsúlytalan személyes névmás utal vissza rá: Quand Frédéric arrivera-t-il ? ’Mikor fog megérkezni Frédéric?’
Egyes nyelvekben a hangsúlytalan névmással kifejezett tárgy vagy határozó helyének felcserélése az állítmányéval a kijelentő mondatról a felszólítóra való áttérés része:
(franciául) Vous l’appelez ’(Ti) hívjátok (őt)’ → Appelez-la ! ’Hívjátok (őt)!’;
(románul) Îl aștepți ’Megvárod (őt)’ → Așteaptă-l! ’Várd meg (őt)!’;
(montenegróiul) Ti mi doneseš čašu vode ’Hozol nekem egy pohár vizet’ → Donesi mi čašu vode! ’Hozzál nekem egy pohár vizet!’
A románban az ilyen inverzió célja kijelentő mondatban stílushatás elérése lehet (pl. te rog → rogu-te ’kérlek’), akárcsak a felszólító mondatra jellemző szórend megfordítása is olyanra, amilyen a kijelentő mondatban van ezen mondatrészek esetében: Uită-te! → Te uită! (visszaható alakú ige) ’Nézz oda!’

## Kommunikációs inverzió
Kommunikációs (logikai, pragmatikai) szempontból egyes nyelvekben az elszigetelt mondat topikja (az, amiről mondanak valamit) az első helyen áll és az alannyal (vagy esetleges szószerkezetével) azonos, a mondat többi része pedig annak predikátuma (az, amit a topikról mondanak). Amikor a mondat kontextusban van, szükséges lehet beillesztése az alany predikátummá tételével, és ezzel az állítmány topikká lesz és elfoglalja az alany helyét. Ez például akkor történik, amikor az előző mondat alanyra utaló kérdés, és nem küszöbölik ki az ismétlést, ami párbeszédben ritka. Példa:
(franciául) – Qui a été reçu à l’examen ? – Ont été reçus Pierre, Paul et Marie ’– Kinek sikerült a vizsga? – Sikerült Pierre-nek, Paul-nak és Marie-nak’.
Az inverzió különböző mondatrészek topikká tételének eszköze is lehet, és nem csak párbeszédben:
(magyarul) – Mit csinált János a könyvvel? – A könyvet feltette János a polcra – A könyvvel határozó a predikátum része a kérdésben és tárgy funkciójú topikká válik a válaszban.
(franciául) – Que fait Paul à Paris ? – À Paris, Paul travaille ’– Mit csinál Paul Párizsban? – Párizsban Paul dolgozik’ – Az à Paris határozó a predikátum része a kérdésben és topikká válik a válaszban.
(angolul) – What did you say hapened yesterday? – Yesterday John gave the money to Peter ’– Mit mondtál, mi történt tegnap? – Tegnap John Peternek adta a pénzt’ – A yesterday határozó a predikátum része a kérdésben és topikká válik a válaszban.
(BHMSz) Slavko vidi Olgu. Olgu vidimo i mi ’Slavko látja Olgát. Olgát látjuk mi is’ – Az Olga tárgy a predikátum része az első mondatban és topikká válik a másodikban.

## Nyomatékosító és érzelmi inverzió
Amikor információ eleme fontos a beszélő számára, nyomatékosítani igyekszik azt. Ennek egyik eszköze az inverzió, olykor topikká és predikátummá tevéssel egybekötve. A nyomatékosítás érzelmet kifejező is lehet. Ezekben az esetekben semlegesből és tárgyilagosból a szórend szubjektívvá lesz, úgy közönséges beszélők nyelvhasználatában, mint alakzatként irodalmi művekben.

### Szószerkezetben
Egyes nyelvekben nyomatékosító inverzió van a melléknévi jelző és alaptagja között. Olyan nyelvekben, amelyekben a jelző + alaptag a szokásos szórend, a jelző az alaptagja mögé kerül. A magyarban ez gyakorlatilag csak régi versekben fordul elő, pl. Tisztességes legyen csak órám utolsó (Zrínyi Miklós: Az idő és hírnév). Egyéb nyelvekben:
- (horvátul) Sad ruke ove trudne žive u srcu tog kamena (Mak Dizdar) ’Most e munkában megkínzott kezek annak a kőnek a szívében élnek’ (szokásos szórend: ove trudne ruke);[43]
- (oroszul) Играет и воет, как зверь молодой, / завидевший пищу из клетки железной (Igrajet i  vojet, kak zverj molodoj, / zavidevsij piscsu iz kletki zseleznoj)  ’Úgy tombol, akár a bezárt fiavad, / mely rácsain át vicsorog ki a koncra’ (Alekszandr Szergejevics Puskin)[44] (szokásos szórend: молодой зверь ’fiatal vadállat’, из железной клетки ’a vas ketrecből’).[1]

Más nyelvekben a szokásos szórend alaptag + jelző. Az alábbi nyelvekben megtalálható ennek inverziója nem csak az irodalomban:
- (franciául) un tas de neige énorme → un énorme tas de neige ’egy hatalmas hókupac’;[45]
- (románul) orașul frumos → frumosul oraș ’a szép város’.[46]

### Egyszerű mondatban
A nyomatékosító és érzelmi inverzió más mondatrészeket is érint, mint a jelző, a szókapcsolatukkal együtt, ha van ilyen, és esetleg többletszóval vagy -szavakkal a szokásos szórend esetével szemben. Ugyanakkor a kiemelt szóra esik a legerősebb hangsúly. Példák:
- az állítmány (igei vagy névszói):
  - (magyarul) A gyerekeik szépek és okosak → Szépek és okosak a gyerekeik;[47]
  - (franciául) Louis est venu ’Louis eljött’ → Il est venu, Louis ’Eljött Louis’;[48]
  - (románul) Mama a venit ’Anyu megjött’ → A venit mama ’Mejött anyu’,[49] Copilul e vesel ’A gyerek vidám’ → E vesel copilul ’Vidám a gyerek’;[50]
  - (szerbül) Dečaci vole košarku ’A fiúk szeretik a kosárlabdát’ → Vole košarku dečaci ’Szeretik a kosárlabdát a fiúk’;[27]
- a névszói állítmány névszói része:
  - (franciául) La montagne est haute ’A hegy magas’ → Haute est la montagne ! ’Magas ám a hegy!’;[3]
  - (románul) Ești frumoasă ’Szép vagy’ → (Ce) frumoasă ești! ’(Milyen) szép vagy!’;[51]
  - (szerbül) Kinezi su čudni ljudi ’A kínaiak furcsa emberek’ → Čudni su ljudi ti Kinezi! ’Furcsa emberek ám ezek a kínaiak!’[52]
- a tárgy:
  - többletszó/-szavak nélkül:

- (magyarul) A pincér a bort az asztalra teszi  → A bort teszi az asztalra a pincér;
- (angolul) I haven’t seen that film yet ’Nem láttam még azt a filmet’ → That film I haven’t seen yet ’Azt a filmet még nem láttam’;
- (románul) O întreb pe Maria ’Megkérdezem Mariát’ → Pe Maria o întreb ’Mariát kérdezem meg’;
- (horvátul) Republikance vodi Stipa ’A republikánusokat vezeti Stipa’ (Miroslav Krleža) (szokásos szórend: Stipa vodi republikance ’Stipa vezeti a republikánusokat’);
- (oroszul) Я вчера видел интересную книгу (Ja vcsera videl interesznuju knigu) ( ’Tegnap láttam egy érdekes könyvet’ → Интересную книгу я вчера видел (Interesznuju knigu ja vcsera videl) ’Érdekes könyvet láttam tegnap’;

- - többletszóval/-szavakkal:

- (franciául) Nous vous attendions ’Vártunk titeket’ → C’est vous que nous attendions ’Titeket vártunk’ (nyomatékosító szerkezet);
- (románul) Am găsit cartea mea ’Megtaláltam az én könyvemet’ → Cartea mea am găsit-o (Az én könyvemet találtam meg) (visszautalás a megfelelő hangsúlytalan névmással);

- határozó:

- (magyarul) Fel fog hívni holnap → Holnap fog felhívni;
- (franciául) Les habitants du quartier réclament depuis des années l’aménagement d’un espace de jeux pour les enfants ’A negyed lakói évek óta kérik játszótér kiépítését a gyerekek számára’ → Depuis des années, les habitants du quartier réclament l’aménagement d’un espace de jeux pour les enfants ’Évek óta kérik a negyed lakói…’;
- (románul) Solului nu i se taie capul ’Követnek nem veszik a fejét’ (Costache Negruzzi) (szokásos szórend: Nu i se taie capul solului);
- (szerbül) Saslušao sam vas s velikom pažnjom ’Meghallgattam önt nagyon figyelmesen’ → S velikom pažnjom sam vas saslušao ’Nagyon figyelmesen hallgattam meg önt’.

### Összetett mondatban
Legalábbis egyes nyelvekben bizonyos mellékmondatok helye változhat a főmondatéhoz viszonyítva, azaz a szokasos mondatrend főmondat + mellékmondat, de a helyük felcserélhető a mellékmondat kiemelése céljából.
- (magyarul) Majd elválik, hogy mi lesz belőle → Hogy mi lesz belőle, majd elválik;[61]
- (franciául) Tout le monde reconnaît que ce cinéaste est un grand artiste ’Mindenki elismeri, hogy ez a filmrendező nagy művész’ → Que ce cinéaste soit un grand artiste, tout le monde le reconnaît ’Hogy ez a filmrendező nagy művész, azt mindenki elismeri’;[62]
- (románul) Despre cine sîntem, de unde venim și unde ne ducem, să nu se afle nimic ’Hogy kik vagyunk, honnan jövünk és hova megyünk, arról ne tudódjon ki semmi’ (Mihail Sadoveanu);[63]
- (montenegróiul) Naći ćete, ako tražite ’Találni fogtok, ha kerestek’ → Ako tražite, naći ćete ’Ha kerestek, találni fogtok’.[64]

## Jellegzetesen retorikai inverziók
Egyes inverziók gyakorlatilag csak aforizmákban és irodalmi művekben találhatók, főleg költeményekben. Ilyen például a magyarban a fentebb említett alaptag + jelző inverzió. Egy másik nyelvben, a románban ilyen a birtokos determináns + főnév szórend, pl. steagul nostru → al nostru steag ’zászlónk’.
A franciában és a románban ilyen a főnévi jelző + főnév inverzió is:
(franciául) J’aime de vos longs yeux la lumière verdâtre ’Szeretem hosszu zöld szemeid ragyogását’ (Charles Baudelaire);
(románul) Ei cinară-n mândre muzici / Cu de aur vase, linguri (Mihai Eminescu) szó szerint ’Szép zenével vacsoráztak, / Aranyedényekből, aranykanalakkal’.
Az egyes nyelvekben meglévő állítmány + alany inverzió az utóbbira hangsúlytalan személyes névmással való előreutalás nélkül a franciában csak irodalmi művekben van meg: Claque le revolver des départs, et je tressaute ’Elsül az indítópisztoly, és én összerezzenek’ (Henry de Montherlant ).
Speciális esete az inverziónak a kiazmus, amely kéttagú nyelvi entitás ismétlése megfordított sorrendben. Példák:
- (magyarul) Éltem álom, álmom élet (Reviczky Gyula: Altató);[68]
- (románul) Cu zâmbetul tău dulce tu mângâi ochii mei, / Femeie între stele și stea între femei Édes mosolyoddal merülj a szemembe, / nők és csillagok közt egyképp tündökölve’ (Eminescu)[69] (szó szerint Femeie între stele și stea între femei ’Csillagok közt nő, és nők között csillag’);[70]
- (franciául) Il faut manger pour vivre et non vivre pour manger ’Nem azért élünk, hogy együnk, hanem azért eszünk, hogy éljünk’;[71]
- (angolul) The French live to eat, the English eat to live ’A franciák azért élnek, hogy egyenek, az angolok azért esznek, hogy éljenek’.[72]

## Kapcsolódó szócikk
- Szórend